# 池田清緝
池田 清緝（いけだ きよつぐ）は、因幡若桜藩（鳥取西館新田藩）の第9代藩主。

## 略伝
天保14年（1843年）閏9月11日、第8代藩主・池田清直の兄・池田仲諟の長男として江戸で生まれる。安政5年（1858年）に叔父・清直が死去したため、その養子として家督を継ぎ、12月15日に従五位下・左衛門佐に叙位・任官する。
江戸城御門番、駿府加番などを歴任した。文久2年（1862年）8月24日、江戸で死去した。享年20。跡を弟で養子の徳定が継いだ。